# Église Saint-Pierre de Blanzaguet-Saint-Cybard
L'église Saint-Pierre est une église catholique située à Blanzaguet-Saint-Cybard, en France.

## Localisation
L'église est située dans le département français de la Charente, sur la commune de Blanzaguet-Saint-Cybard, au bourg de Blanzaguet.

## Historique
L'édifice est classé au titre des monuments historiques depuis 1920.
Depuis 2003 et jusqu'en 2012, l'édifice est restauré par les Compagnons réunis, ce qui n'avait pas été fait depuis les années 1950.

## Images

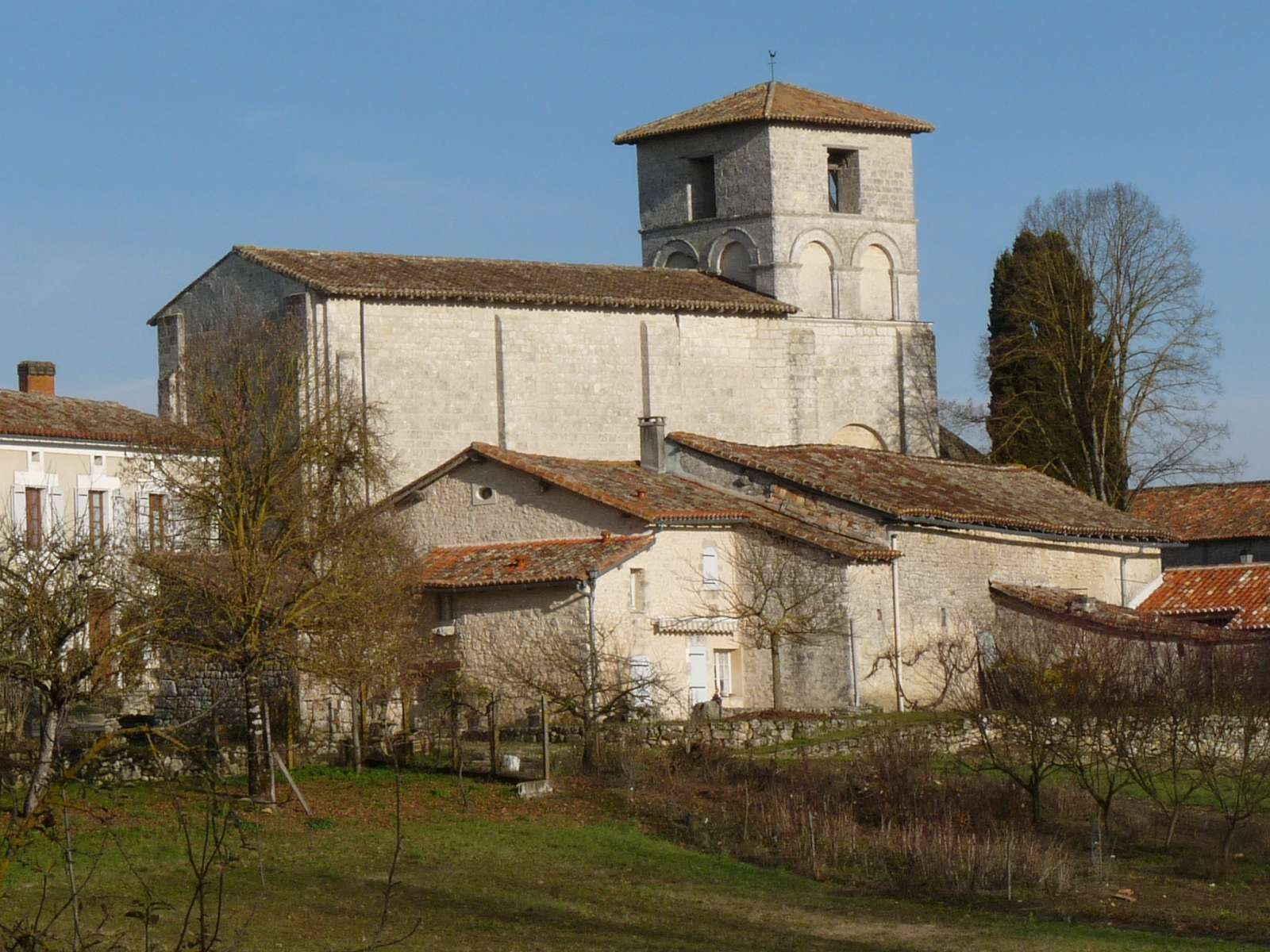
Vue du sud-ouest
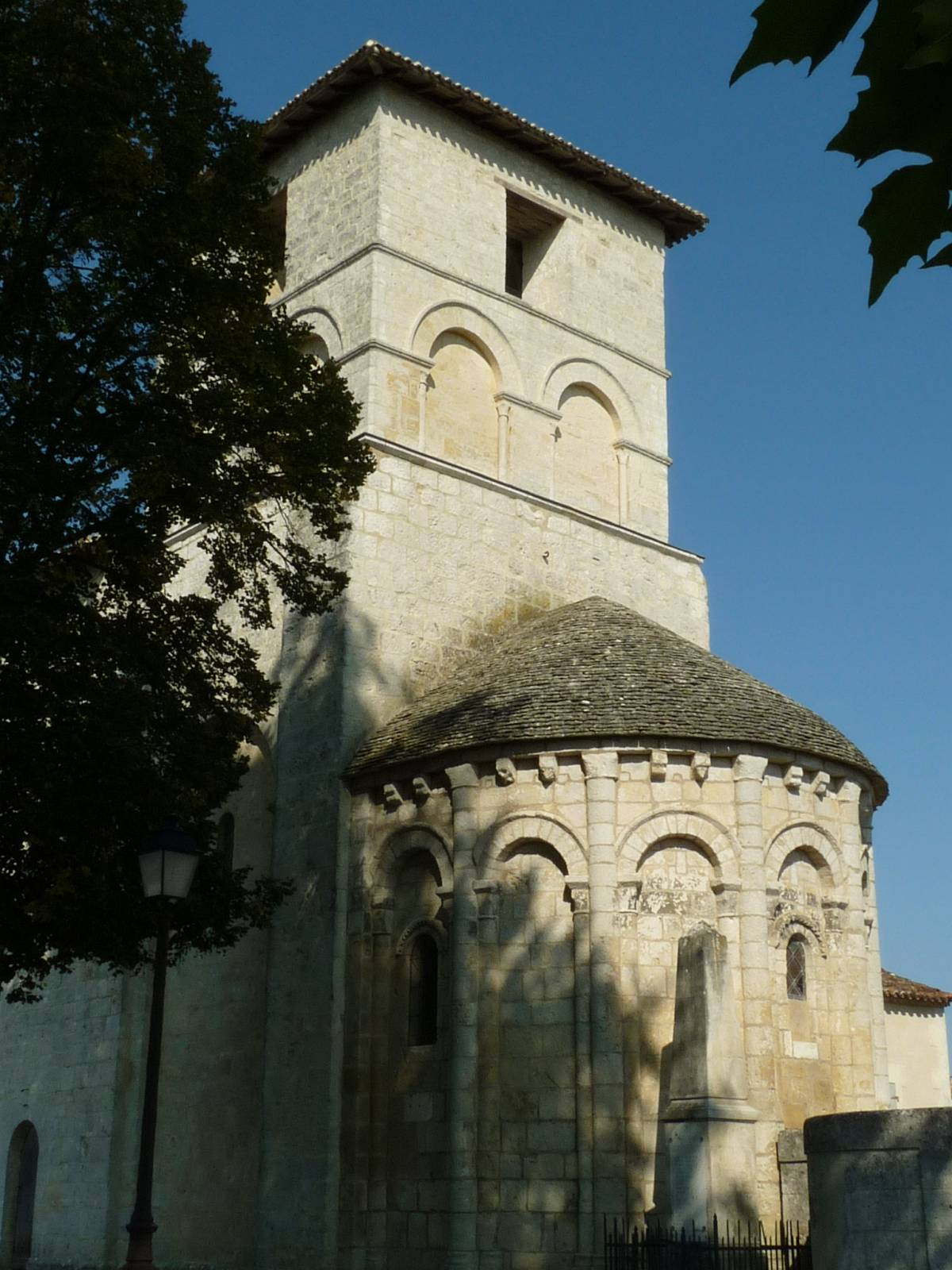
Vue du sud-est
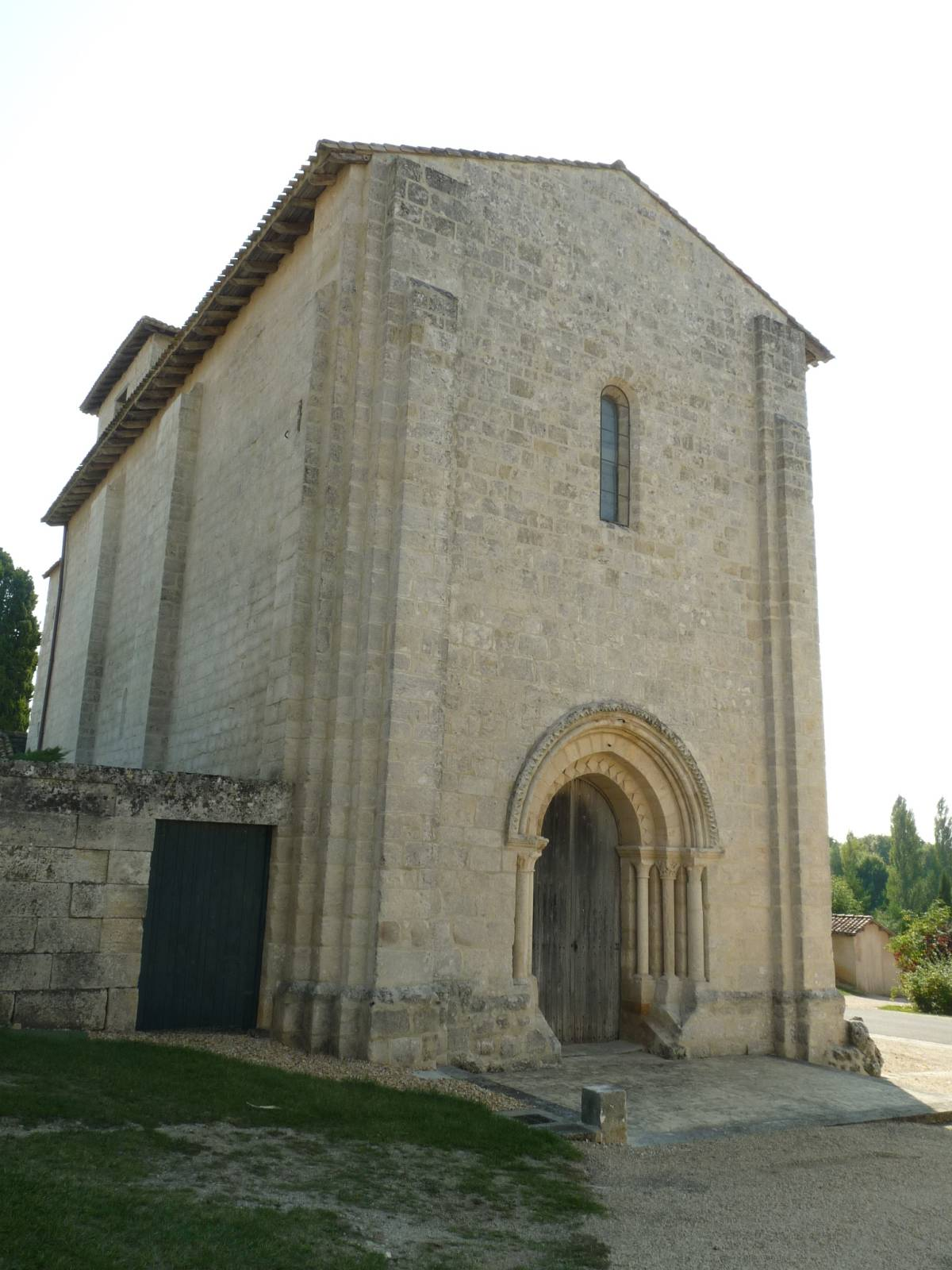
Vue de l'ouest
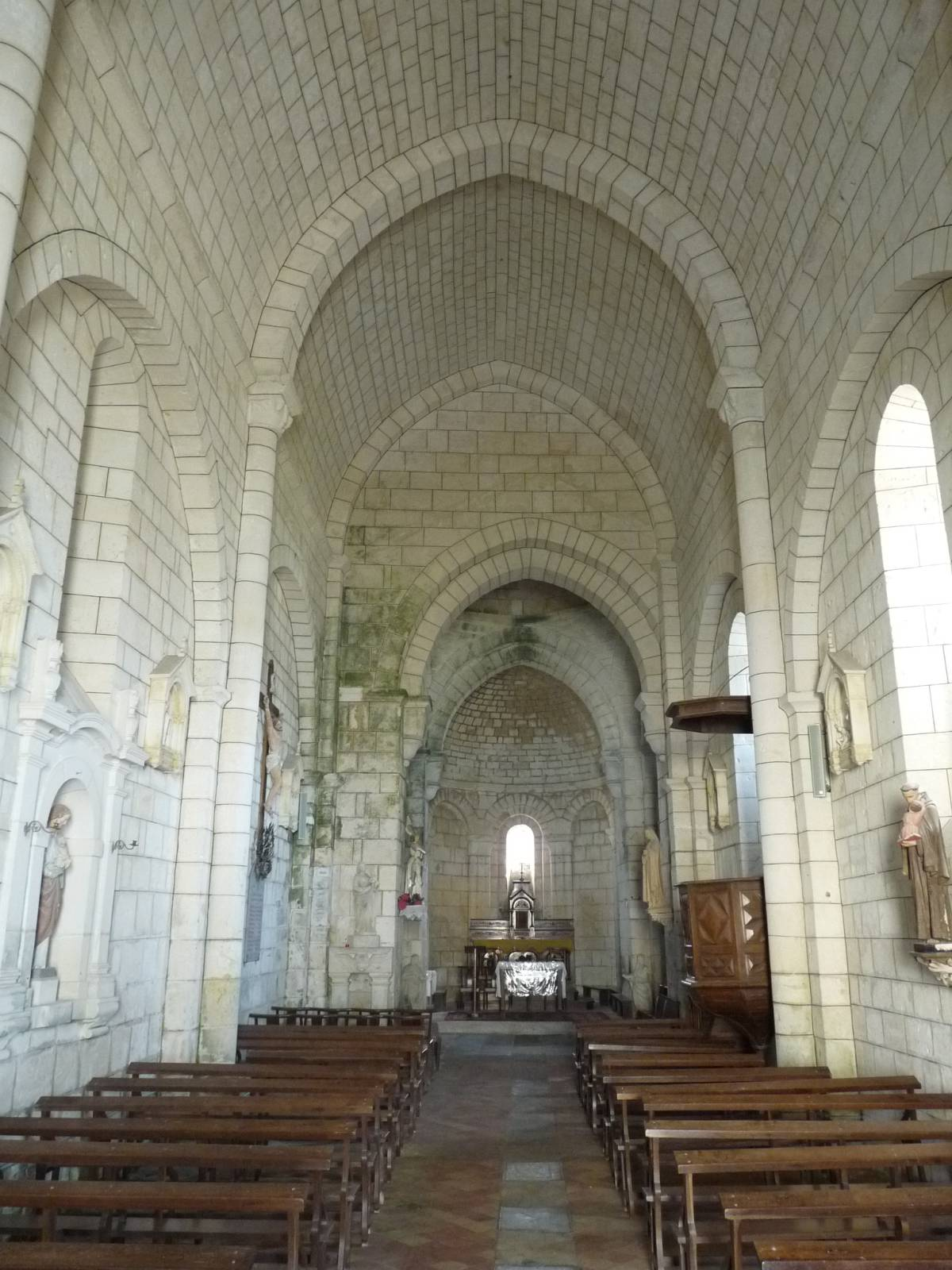
Intérieur